# Wilhelm Radloff

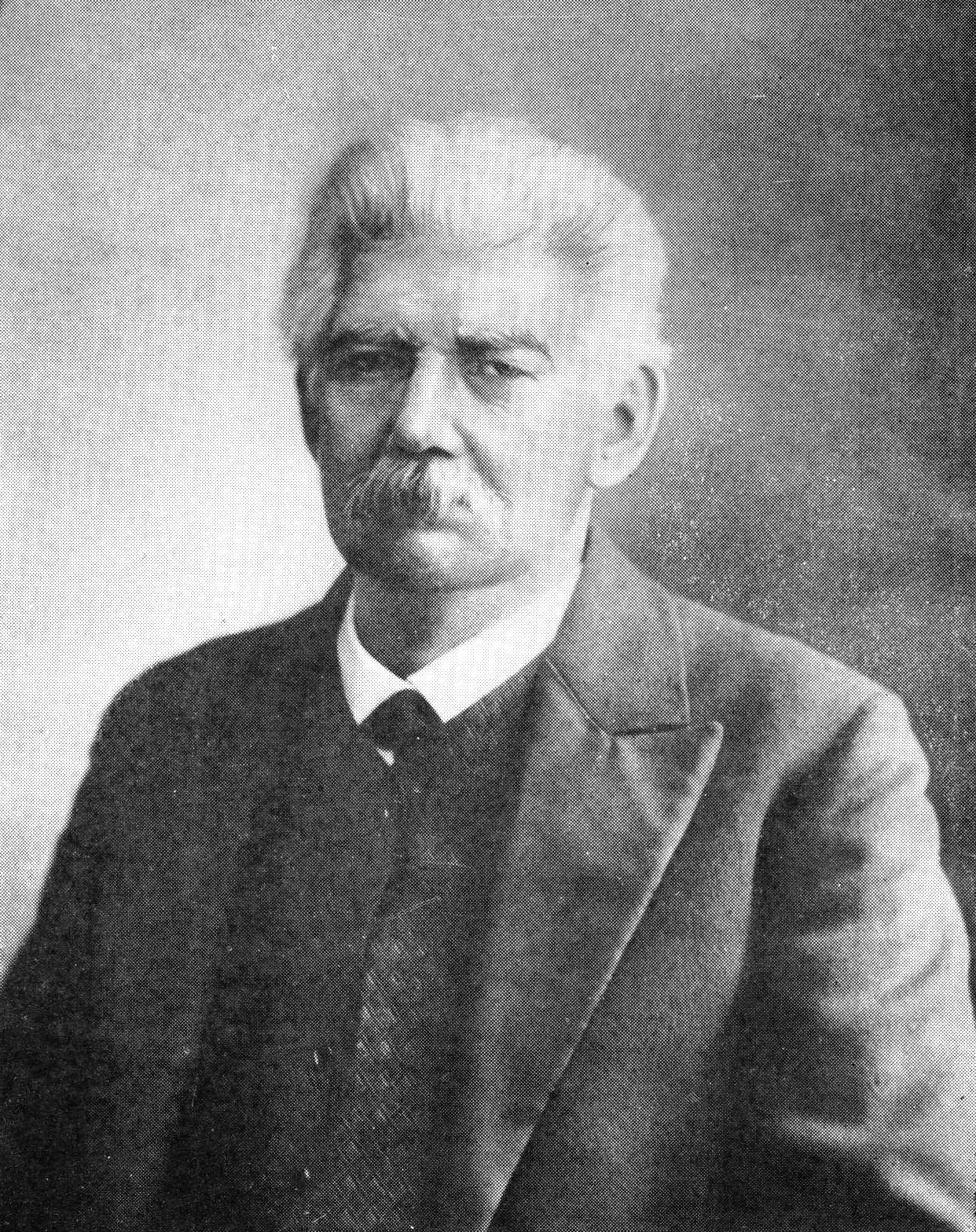
1917

Friedrich Wilhelm Radloff, russisch Wassili Wassiljewitsch Radlow (russisch Васи́лий Васи́льевич Ра́длов; * 17. Januar 1837 in Berlin; † 12. Mai 1918 in Petrograd), war ein deutsch-russischer Sprachwissenschaftler, Turkologe und Ethnograph. Radloff gilt als Begründer der Turkologie bzw. des wissenschaftlichen Studiums der Turkvölker und war Direktor des asiatischen Museums in Sankt Petersburg.

## Leben
Wilhelm Radloff wurde am 17. Januar 1837 als einziges Kind des Berliner Polizei-Kommissars und preußischen Reserveoffiziers Wilhelm Radloff in Berlin geboren. Nach seinem Tod – am 12. Mai 1918 in Sankt Petersburg – siedelte seine Frau nach Berlin über, wo sie später in hohem Alter verschied, während ihr einziger Sohn Alexander später in Paris an einer Krankheit starb.

### Schul- und Studienzeit
Nach dem Besuch der Schule und des Gymnasiums in Berlin begann Wilhelm Radloff zunächst 1854 mit dem Studium, um sich der Religionswissenschaft zu widmen, wechselte aber sehr bald auf Philosophie und Philologie, wobei er seinen Schwerpunkt nicht auf die damals in Berlin von bedeutenden Kapazitäten – wie Franz Bopp oder Hermann Steinthal – vertretenen indogermanischen Sprachen legte, sondern auf die noch weitgehend unerforschten orientalischen Sprachen, insbesondere die altaischen, die in Berlin von Wilhelm Schott repräsentiert wurden. So beschäftigte sich Radloff im Studium vornehmlich mit Türkisch, Mongolisch und Mandschu, lernte aber auch Chinesisch, Hebräisch, Arabisch, Persisch und Russisch. Als Hauptforschungsgebiet zielte er die mandschu-tungusischen Sprachen an, doch sollten ihn seine späteren Lebensumstände dazu bringen, sich auf die Beschäftigung mit Türkisch sprechenden Stämmen zu verlagern. Am 20. Mai 1858 promovierte Radloff in Jena und verlobte sich mit Pauline-Auguste Fromm, der Tochter eines Volksschullehrers.

### Vorbereitung in Sankt Petersburg
Kurz auf seine Promotion reiste Radloff noch 1858 nach Sankt Petersburg, wo 1854 die Vostočnyj Fakultet (Orientalische Fakultät) neugegründet worden war, um dort an der Universität das Studium fortzusetzen. In Sankt Petersburg waren seinerzeit verschiedene für Radloffs Arbeitsgebiet relevante Gelehrte wie Alexander Kasembek, Scheich Muḥammed Ayad Ṭanṭavī, Elias Nikolajewitsch Beresin, Daniel Chwolson, Wassili Pawlowitsch Wassiljewitsch oder Otto Böhtlingk tätig, und dort wurden zu jener Zeit auch verschiedene wissenschaftliche Expeditionen organisiert, wie jene in das Amur-Gebiet von Leopold von Schrenck oder die sibirische von Friedrich Bogdanowitsch Schmidt. Statt des Studiums an der Universität vertiefte er seine Kenntnisse jedoch im Asiatischen Museum. Durch Privatunterricht in Deutsch und Latein bestritt er derweil seinen Lebensunterhalt. Auf Vorschlag Peter Meyendorffs hin nahm er von seinem Plan Abstand, an der immer wieder verschobenen Expedition von F. B. Schmidt teilzunehmen, um stattdessen eine Lehrstelle in Barnaul in West-Sibirien zu übernehmen. Er legte die notwendige Prüfung als Schullehrer an der Universität ab, worauf am 14. Mai 1859 seine Ernennung zum Lehrer für Deutsch und Latein – auf 5 Jahre – an der Bergakademie Barnaul (Barnaulskoje gornoje utschilischtsche) bestätigt wurde, wo er nach einer fünfwöchigen Reise eintraf und mit einer kurzen Unterbrechung von 1859 bis 1871 blieb.

### Tätigkeit und Forschung in Sibirien
Während seiner Tätigkeit als Gymnasiallehrer an der kaiserlichen Bergschule richtete Radloff sein Interesse auf die einheimischen turksprachigen Volksgruppen aus Sibirien. Er bereiste in dieser Zeit von dort aus alljährlich in den Sommerferien – insgesamt zehnmal – das sibirische Gebiet, mit Ausnahme des Jahres 1864, als er sich zur Verlängerung des fünfjährigen Auftrages nach Sankt Petersburg begab, von wo aus er nach erfolgreicher Erledigung nach Berlin und Südtirol reiste, um im Herbst 1864 wieder in Barnaul anzukommen. 1860 (begleitet von seiner mittlerweile aus Berlin eingetroffenen Frau), 1861, 1862 und 1863 war sein Untersuchungsgebiet der Sprachraum der türkischen Stämme des Altai, der Sojoten am Sajan-Gebirge, der Kazak-Kirgizen, der Stämme des Ili-Tales und des Abakan Gebietes. Nach der Unterbrechung im Jahr 1864 führten ihn seine Forschungsreisen in den Jahren 1865, 1866 und 1867 wiederum in das Altai-Gebiet und nach West-Sibirien. Die inzwischen fortschreitende Eroberung Turkestans durch Russland ermöglichte es Radloff, auch die dortigen Stämme zu besuchen, so dass er 1868 das Yedisu-Gebiet bereiste, bis Samarkand vordrang und 1869 in das Ili-Tal gelangte. Seine letzte und 10. Reise 1870 lenkte er noch einmal auf den Altai und näherte sich dem chinesischen Grenzgebiet bis zur Stadt Kobdo.
Mit seinen sibirischen Reisen hatte Radloff somit die Erforschung der Türkstämme der nördlichen Umwallung Zentral-Asiens in Angriff genommen. Der Altai bildete sein Hauptarbeitsgebiet; südwärts war er bis zum mittleren Serafschan-Tal und zur chinesischen Stadt Gulja gekommen, ostwärts bis zur chinesischen Stadt Kobdo und zum Sajangebirge.

### Wissenschaftliches Werk
Seine ethnographischen Funde veröffentlichte Radloff in der Monographie Aus Sibirien (1884).
Von 1866 bis 1907 übersetzte und veröffentlichte er eine Anzahl von Monumenten der Folklore der Turkvölker (Proben der Volksliteratur der türkischen Stämme Süd-Sibiriens (1866–1907), Texte 10 Teile, Übersetzung 8 Teile), darunter 1870 den Epos Kozy-Korpesh – Bayan-Sulu und 1885 den Epos Manas. Er veröffentlichte als erster die Orchon-Inschriften. Vier Bände seines vergleichenden Wörterbuchs der Turksprachen und -mundarten Versuch eines Wörterbuches der Türk-Dialecte folgten von 1893 bis 1911.
Seit 1885 war Radloff Mitglied der Russischen Akademie der Wissenschaften. In Preußen wurden seine wissenschaftlichen Verdienste durch seine 1908 erfolgte Aufnahme in den Orden Pour le Mérite für Wissenschaften und Künste gewürdigt. Bereits 1895 wurde er als korrespondierendes Mitglied in die Preußische Akademie der Wissenschaften aufgenommen.
Als Nachfolger von Leopold von Schrenck war er von 1894 bis 1918 Direktor der Kunstkammer (Peter-der-Große-Museum für Anthropologie und Ethnographie) in Sankt Petersburg.
1937 fiel Radloffs Werk in der UdSSR in Missgunst und wurde tabuisiert, als verbreitet wurde, er sei ein jahrelanger Mitarbeiter der deutschen Spionageorganisation gewesen: „Seine Bilder wurden von den Wänden entfernt und der sog. Radlowski Krushok (Radloff-Kränzchen), das unter W. Bartholds Leitung jeden Monat sich versammelte, um turkologische und altaistische Vorträge zu hören, wurde aufgelöst. Nach Bartholds Tode leitete A. Samoilowitsch dieses Kränzchen, aber 1937 wurde dieser verhaftet und verschwand. Auch durfte man Radloff nicht mehr in den Büchern zitieren.“

## Veröffentlichungen (Auswahl)
- Observations sur les Kirghis. In: Journal asiatique. Serie 6, Band 2, 1863, S. 309–328 (Digitalisat).
- Proben der Volkslitteratur der türkischen Stämme Süd-Sibiriens, Band 1–8, Band 10, Sankt Petersburg 1866-1904[1] (und Übersetzung, 8 Teile).
- Wörterbuch der Kinai-Sprache (= Mémoires de l'Académie Impériale des Sciences de St. Pétersbourg. Serie 7, Band 21, Nr. 8, ZDB-ID 975259-6). Herausgegeben vom A. Schiefner. Académie Impériale des Sciences, Sankt Petersburg 1874 (Digitalisat).
- Анализ болгарских числительных имен. In: Записки Императорской Академии Наук. Band 32, Nr. 2, Anhang, 1879, ZDB-ID 200996-1, S. 138–143 (Digitalisat).
- Vergleichende Grammatik der nördlichen Türksprachen. Teil 1[17]: Phonetik der nördlichen Türksprachen. Heft 1–2 (H. 1: Vocale. H. 2: Consonanten.). Weigel, Leipzig 1882–1883 (Digitalisat).
- Die Lautalternation und ihre Bedeutung für die Sprachenentwickelung, belegt durch Beispiele aus den Türksprachen. In: Verhandlungen des fünften internationalen Orientalisten-Congresses gehalten zu Berlin im September 1881. Teil 2: Abhandlungen und Vorträge. Hälfte 2: Abhandlungen und Vorträge der Indogermanischen und der Ostasiatischen Section. IV: Ostasiatische Section. Asher, Berlin 1882, S. 54–70 (Digitalisat).
- Мифология и миросозерцание жителей Алтая. In: Восточное Обозрение. Nr. 7, 1882, S. 11–12; Nr. 8, 1882, S. 10–12.
- Aus Sibirien. Lose Blätter aus dem Tagebuche eines reisenden Linguisten. 2 Bände. Weigel, Leipzig 1884 (Digitalisate: Bd. 1, Bd. 2; eine russische Version erschien 1989: Из Сибири. Страницы Дневника. Наука, Moskau 1989, ISBN 5-02-017025-9).
- Zur Sprache der Komanen. In: Internationale Zeitschrift für allgemeine Sprachwissenschaft. Band 1, 1884, ZDB-ID 219855-1, S. 377–382; Band 2, 1885, S. 13–42.
- Сибирские древности (= Императорской Археологической Комиссии. Материалы по Археологии России. 3, 5, 15, 27, ZDB-ID 401000-0). 4 Lieferungen. Императорской Академии Наук, Sankt Petersburg 1888–1902.
- als Herausgeber: Das Kudatku Bilik des Jusuf Chass-Hadschib aus Bälasagun. 2 Bände. Kaiserliche Akademie der Wissenschaften, Sankt Petersburg 1891–1910 (Digitalisat).
- Atlas der Alterthümer der Mongolei. = Атлас Древностей Монголии. 4 Lieferungen. Императорской Академии Наук, Sankt Petersburg 1892–1899.
- Versuch eines Wörterbuches der Türk-Dialecte. = Опытъ Словаря Тюркскихъ Нарѣчій. 4 Bände. Императорской Академии Наук, Sankt Petersburg 1893–1911 (Digitalisat).[1]
- Die alttürkischen Inschriften der Mongolei. 4 Lieferungen. Kaiserliche Akademie der Wissenschaften, Sankt Petersburg 1894–1899 (Digitalisat).
- Die jakutische Sprache in ihrem Verhältnisse zu den Türksprachen (= Mémoires de l'Académie Impériale des Sciences de St. Pétersbourg. Serie 8, Band 8, Nr. 7, ZDB-ID 768622-5). Académie Impériale des Sciences, Sankt Petersburg 1908.
- als Herausgeber: Suvarṇaprabhasa. (Сутра золотого блеска) (= Bibliotheca buddhica. 17). Текст уйгурской Редакции. Издали В. В. Радлов и С. Е. Малов. 4 Lieferungen. Императорской Академии Наук, Sankt Petersburg 1913–1917.
- als Übersetzer: Suvarṇaprabhasa. (Das Goldglanz-Sūtra) (= Bibliotheca buddhica. 27). Aus dem Uigurischen ins Deutsche übersetzt. Nach dem Tode des Übersetzers mit Einleitung von S. Malov herausgegeben. 3 Bände. Академия наук СССР, Leningrad 1930.

## Einzelbelege
1. 1 2 3 4 5  Gert A. Zischka: Allgemeines Gelehrten-Lexikon. Biographisches Handwörterbuch zur Geschichte der Wissenschaften (= Kröners Taschenausgabe. 306). Kröner, Stuttgart 1961, S. 523.
2. ↑  Quelle fehlt
3. ↑  Ahmet Temir: Leben und Schaffen von Friedrich Wilhelm Radloff (1837–1918). Ein Beitrag zur Geschichte der Türkologie. In: Oriens. Band 8, Nr. 1, 1955, S. 51–93, hier S. 51.
4. ↑  Ahmet Temir: Leben und Schaffen von Friedrich Wilhelm Radloff (1837–1918). Ein Beitrag zur Geschichte der Türkologie. In: Oriens. Band 8, Nr. 1, 1955, S. 51–93, hier S. 64, mit Verweis auf eine Mitteilung von Prof. Nikolaus Poppe (Universität Washington)
5. ↑  Ahmet Temir: Leben und Schaffen von Friedrich Wilhelm Radloff (1837–1918). Ein Beitrag zur Geschichte der Türkologie. In: Oriens. Band 8, Nr. 1, 1955, S. 51–93, hier S. 51 f.
6. 1 2  Ahmet Temir: Leben und Schaffen von Friedrich Wilhelm Radloff (1837–1918). Ein Beitrag zur Geschichte der Türkologie. In: Oriens. Band 8, Nr. 1, 1955, S. 51–93, hier S. 53.
7. ↑  Ahmet Temir: Leben und Schaffen von Friedrich Wilhelm Radloff (1837–1918). Ein Beitrag zur Geschichte der Türkologie. In: Oriens. Band 8, Nr. 1, 1955, S. 51–93, hier S. 54 f.
8. 1 2  Ahmet Temir: Leben und Schaffen von Friedrich Wilhelm Radloff (1837–1918). Ein Beitrag zur Geschichte der Türkologie. In: Oriens. Band 8, Nr. 1, 1955, S. 51–93, hier S. 53 f.
9. 1 2 3  Ahmet Temir: Leben und Schaffen von Friedrich Wilhelm Radloff (1837–1918). Ein Beitrag zur Geschichte der Türkologie. In: Oriens. Band 8, Nr. 1, 1955, S. 51–93, hier S. 55.
10. 1 2  Ahmet Temir: Leben und Schaffen von Friedrich Wilhelm Radloff (1837–1918). Ein Beitrag zur Geschichte der Türkologie. In: Oriens. Band 8, Nr. 1, 1955, S. 51–93, hier S. 55 f.
11. 1 2 3 4  Ahmet Temir: Leben und Schaffen von Friedrich Wilhelm Radloff (1837–1918). Ein Beitrag zur Geschichte der Türkologie. In: Oriens. Band 8, Nr. 1, 1955, S. 51–93, hier S. 56.
12. ↑  Radloff W.: Proben der Volkslitteratur der türkischen Stämme Süd-Sibiriens - Kirgisische Mundarten (= Die Sprachen der türkischen Stämme Süd-Sibiriens und der Dsungarischen Steppe. I. Abteilung, Proben der Volksliteratur. Übersetzung. Teil 3). Band 3. St. Petersburg 1870, S. 261–297.
13. ↑  Wolfgang Wildgen: Manas, Roland, Siegfried. Drei Helden und deren mediale und politische Inszenierung. 2012.
14. ↑  Orden Pour le Mérite für Wissenschaften und Künste: Die Mitglieder des Ordens. Band 2: 1882–1952. Gebrüder Mann, Berlin 1978, ISBN 3-7861-1125-1, S. 220.
15. ↑  Mitglieder der Vorgängerakademien. Wilhelm Radloff. Berlin-Brandenburgische Akademie der Wissenschaften, abgerufen am 29. Mai 2015.
16. ↑  Ahmet Temir: Leben und Schaffen von Friedrich Wilhelm Radloff (1837–1918). Ein Beitrag zur Geschichte der Türkologie. In: Oriens. Band 8, Nr. 1, 1955, S. 51–93, hier S. 64 f.
17. ↑  Mehr nicht erschienen.
18. ↑  Temir gehörte zum Umfeld des Gerhard von Mende, für den er zu großdeutscher Zeit (1939–1945) gearbeitet hat. Siehe: Sebastian Cwiklinski: Wolgatataren im Deutschland des Zweiten Weltkriegs. Deutsche Ostpolitik und tatarischer Nationalismus (= Islamkundliche Untersuchungen. 243). Klaus Schwarz, Berlin 2002, ISBN 3-87997-296-6, S. 36.

## Namensvarianten
Wilhelm Radloff, Friedrich Wilhelm Radloff, Wassilij Wassiljewitsch Radloff, Vasilij Vasilʹevič Radlov, Wassilij Radloff, Vasilij Radlov, W. Radloff